# 2775 Odishaw
2775 Odishaw este un asteroid din centura principală, descoperit pe 14 octombrie 1953, de Goethe Link Obs..